# Current Drug Delivery
Current Drug Delivery, abgekürzt Curr. Drug Deliv., ist eine wissenschaftliche Fachzeitschrift, die vom Bentham Science-Verlag veröffentlicht wird. Die Zeitschrift erscheint mit zehn Ausgaben im Jahr. Es werden Arbeiten veröffentlicht, die sich mit Fragen der Wirkstofffreisetzung beschäftigen.
Der Impact Factor lag im Jahr 2019 bei 1,582. Nach der Statistik des Journal Citation Reports.